# São João do Sul
São João do Sul là một đô thị thuộc bang Santa Catarina, Brasil. Đô thị này có diện tích 182,699 km², dân số năm 2007 là 6916 người, mật độ 39,3 người/km².